# Chrysina limbata
Chrysina limbata е вид бръмбар скарабей, който се среща в Коста Рика и в тропическите гори на Мексико и Южна Америка. Той принадлежи към рода Chrysina и са в подсемейство скарабеи, известно като Rutelinae. Този вид се отличава със своя метален отразяващ сребрист цвят.

## Описание
Chrysina limbata е с дължина между 25 и 35 mm. Има отразяващ сребрист метален вид, изграден от слоеве хитин. Всеки слой е настроен на различна дължина на вълната на светлината. Многослойността отразява близо 97% от светлината във видимия спектър на дължината на вълната.